# Hammam Righa
Hammam Righa (în arabă حمام ريغة) este o comună din provincia Aïn Defla, Algeria.
Populația comunei este de 8.488 de locuitori (2008).